# 南東平郡
東平郡，中國東晉時設置的僑郡，後改稱南東平郡。

## 沿革
東晉時，以廣陵郡一帶的兗州東平郡流民僑置東平郡，屬僑置的兗州。無實土，民戶散居在今江蘇省揚州市一帶。
宋武帝永初二年（421年），改兗州為南兗州，東平郡為南東平郡。至此，南東平郡領五僑縣：范、平陸、壽張、朝陽、歷城。宋文帝元嘉十一年（434年），平陸縣併入范縣，壽張縣併入朝陽縣。後廢雁門郡，所領樓煩、陰館、廣武三縣改屬南東平郡；廢平原郡，所領茌平、臨菑、營城、平原四縣改屬南東平郡。至此，南東平郡領十僑縣：范、朝陽、歷城、樓煩、陰觀、廣武、茌平、營城、臨菑、平原。
宋孝武帝大明五年（461年）土斷，廢南東平郡及其領縣入廣陵郡。

## 太守
- 沈慶之，字弘先，吳興武康人，宋文帝元嘉中領。[4]